# Daymond Langkow
Daymond Randolph Langkow (* 27. September 1976 in Edmonton, Alberta) ist ein ehemaliger kanadischer Eishockeyspieler, der im Verlauf seiner aktiven Karriere zwischen 1996 und 2012 unter anderem 1165 Spiele für die Tampa Bay Lightning, Philadelphia Flyers, Phoenix Coyotes und Calgary Flames in der National Hockey League auf der Position des Centers bestritten hat. Sein älterer Bruder Scott war ein professioneller Eishockeytorwart.

## Karriere
Der 1,78 m große Center begann seine Karriere 1991 bei den Tri-City Americans in der kanadischen Juniorenliga Western Hockey League. In der WHL-Saison 1994/95 erzielte der Stürmer in 72 Spielen 140 Scorerpunkte, wofür er mit der Bob Clarke Trophy als bester Punktesammler der WHL ausgezeichnet wurde. Darüber hinaus wurde er in dieser Spielzeit in das WHL West und das Canadian Hockey League All-Star-Team berufen. Beim NHL Entry Draft 1995 wurde der Center in der ersten Runde an fünfter Position von den Tampa Bay Lightning ausgewählt. Langkow verbrachte noch eine weitere Spielzeit bei den Americans in der WHL und spielte ab der NHL-Saison 1996/97 regelmäßig für Tampa in der National Hockey League. Bis heute ist Langkow der erfolgreichste Torschütze in der Geschichte der Tri-City Americans.
Seinen ersten NHL-Einsatz absolvierte der Linksschütze am 7. Oktober 1995 bei einem Spiel der Lightning gegen die Calgary Flames. Seinen ersten Torerfolg hatte der Angreifer am 19. November 1996 gegen Los Angeles. Langkow wurde im Februar 1997 zum NHL-Rookie des Monats Februar ernannt. In der NHL-Saison 1997/98 reduzierte sich seine Punkteausbeute und die Lightning schickten den Spieler zu deren Farmteam, den Adirondack Red Wings, in die American Hockey League. Langkow weigerte sich, für das unterklassige Team zu spielen, woraufhin er von der Organisation suspendiert wurde. Der Stürmer verpasste sieben Ligaspiele, bevor er von Tampa Bay begnadigt und wieder in den NHL-Kader berufen wurde. 
Nachdem der Spieler die Spielzeit 1998/99 bei den Cleveland Lumberjacks in der International Hockey League begonnen hatte, transferierten die Tampa Bay Lightning Langkow und Mikael Renberg am 12. Dezember 1998 im Tausch gegen Chris Gratton and Mike Sillinger zu den Philadelphia Flyers. Dort absolvierte Langkow bis zum Ende der Saison 2000/01 über 200 Partien. Vor Beginn der NHL-Saison 2001/02 wurde der Spieler von den Flyers zu den Phoenix Coyotes transferiert. Philadelphia erhielt im Gegenzug Phoenix’ Zweitrunden-Draftpick für den NHL Entry Draft 2002 sowie ihren Erstrunden-Draftpick für den Entry Draft 2003. In der Saison 2003/04 lief Langkowm als Assistenz-Kapitän der Coyotes auf.
Daymond Langkow unterschrieb vor der Spielzeit 2004/05 einen neuen Einjahresvertrag im Wert von 2,95 Millionen US-Dollar. Die Phoenix Coyotes transferierten den Center jedoch zwei Wochen später im Tausch gegen Denis Gauthier und Oleg Saprykin zu den Calgary Flames. Die Saison fiel jedoch auf Grund eines Spielerstreiks aus, Langkow spielte während dieser Spielzeit, im Gegensatz zu zahlreichen anderen NHL-Profis, nicht für einen anderen Verein in einer anderen Liga.
In Calgary konnte der Spieler neue persönliche offensive Rekorde aufstellen und wurde im Anschluss an die Saison 2006/07 von den Flames für die Bill Masterton Memorial Trophy nominiert. In der Spielzeit 2008/09 fehlte Langkow auf Grund einer Handverletzung neun Spiele und erzielte erstmals nach neun Jahren weniger als 50 Scoringpunkte. Am 21. März 2010 erlitt Daymond Langkow eine Rückenmarksverletzung, nachdem er im Spiel gegen die Minnesota Wild einen Schuss mit seinem Nacken blockte. Auf Grund der Verletzung fehlte der Angreifer den Flames für den Rest der Spielzeit und auch den Großteil der NHL-Saison 2010/11, in welcher er nur in den letzten vier Spielen zum Einsatz kam. Im Anschluss an die Spielzeit wurde er gemeinsam mit Ray Emery und Ian Laperrière für die Bill Masterton Memorial Trophy nominiert. Für Langkow war es nach 2007 die zweite Nominierung seiner Karriere, die Trophäe gewann schließlich Laperrière. Am 29. August 2011 wurde Langkow im Tausch gegen Lee Stempniak zu den Phoenix Coyotes transferiert. Dort beendete der 35-Jährige im Anschluss an die Saison 2011/12 seine aktive Laufbahn.

### International
Daymond Langkow vertrat die kanadische Nationalmannschaft 1996 bei der Junioren-Weltmeisterschaft. Die Kanadier gewannen bei diesem Turnier im Finale gegen die schwedische Auswahl nach einem 4:1-Sieg die Goldmedaille. Langkow kam in fünf Partien zum Einsatz und erzielte dabei drei Tore sowie drei Torvorlagen.

## Erfolge und Auszeichnungen
| - 1995 WHL West First All-Star Team - 1995 CHL First All-Star Team - 1995 Bob Clarke Trophy | - 1996 WHL West Second All-Star Team - 1997 NHL-Rookie des Monats Februar |

### International
- 1996 Goldmedaille bei der Junioren-Weltmeisterschaft

## Karrierestatistik

### International
Vertrat Kanada bei:
- Junioren-Weltmeisterschaft 1996

(Legende zur Spielerstatistik: Sp oder GP = absolvierte Spiele; T oder G = erzielte Tore; V oder A = erzielte Assists; Pkt oder Pts = erzielte Scorerpunkte; SM oder PIM = erhaltene Strafminuten; +/− = Plus/Minus-Bilanz; PP = erzielte Überzahltore; SH = erzielte Unterzahltore; GW = erzielte Siegtore; 1 Play-downs/Relegation; Kursiv: Statistik nicht vollständig)